# Garcinia puat
Garcinia puat là một loài thực vật có hoa trong họ Bứa. Loài này được (Montrouz.) Guillaumin mô tả khoa học đầu tiên năm 1942.